# Abdij van Sankt Gallen

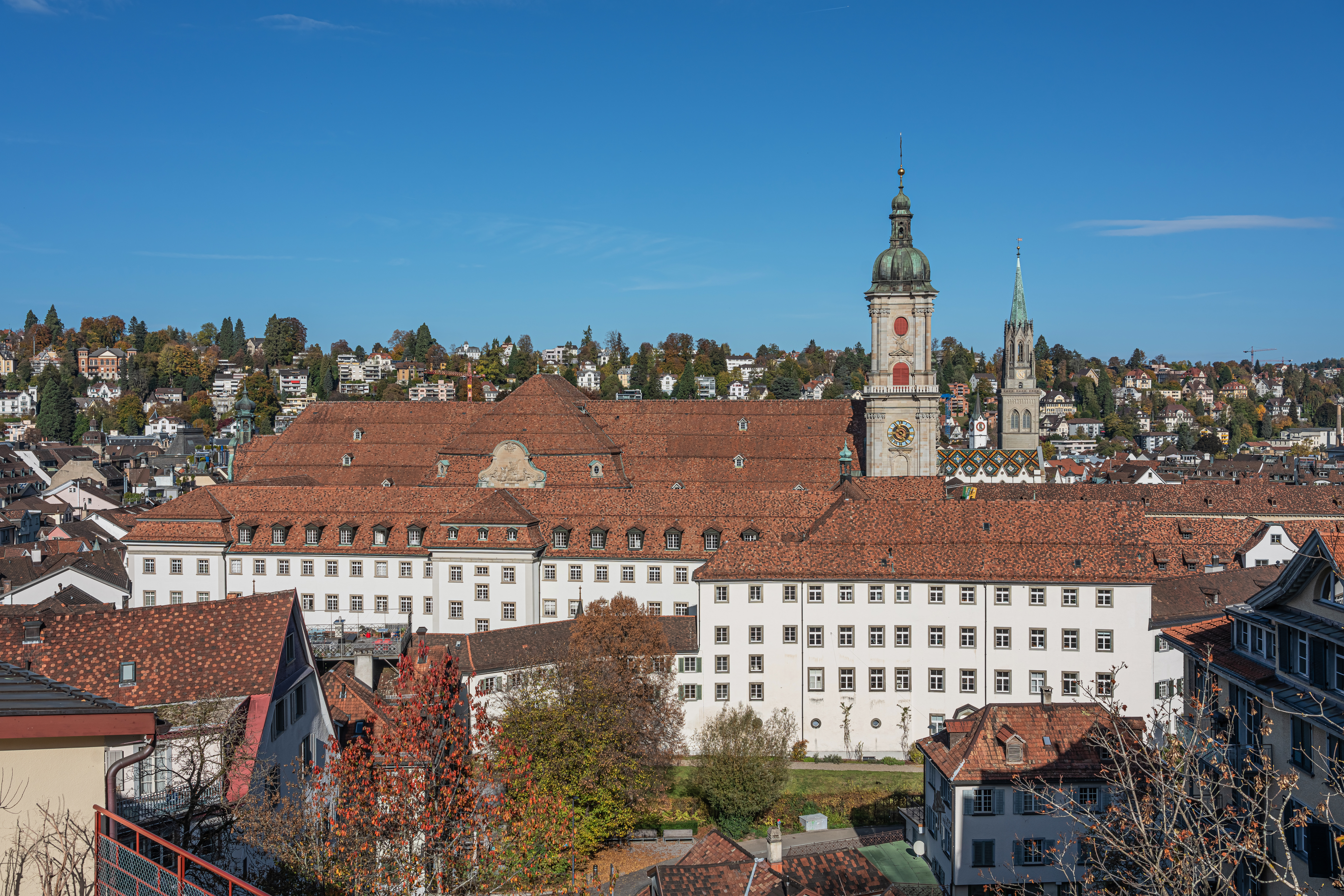
Abdij van Sankt Gallen
Wapen van de abdij
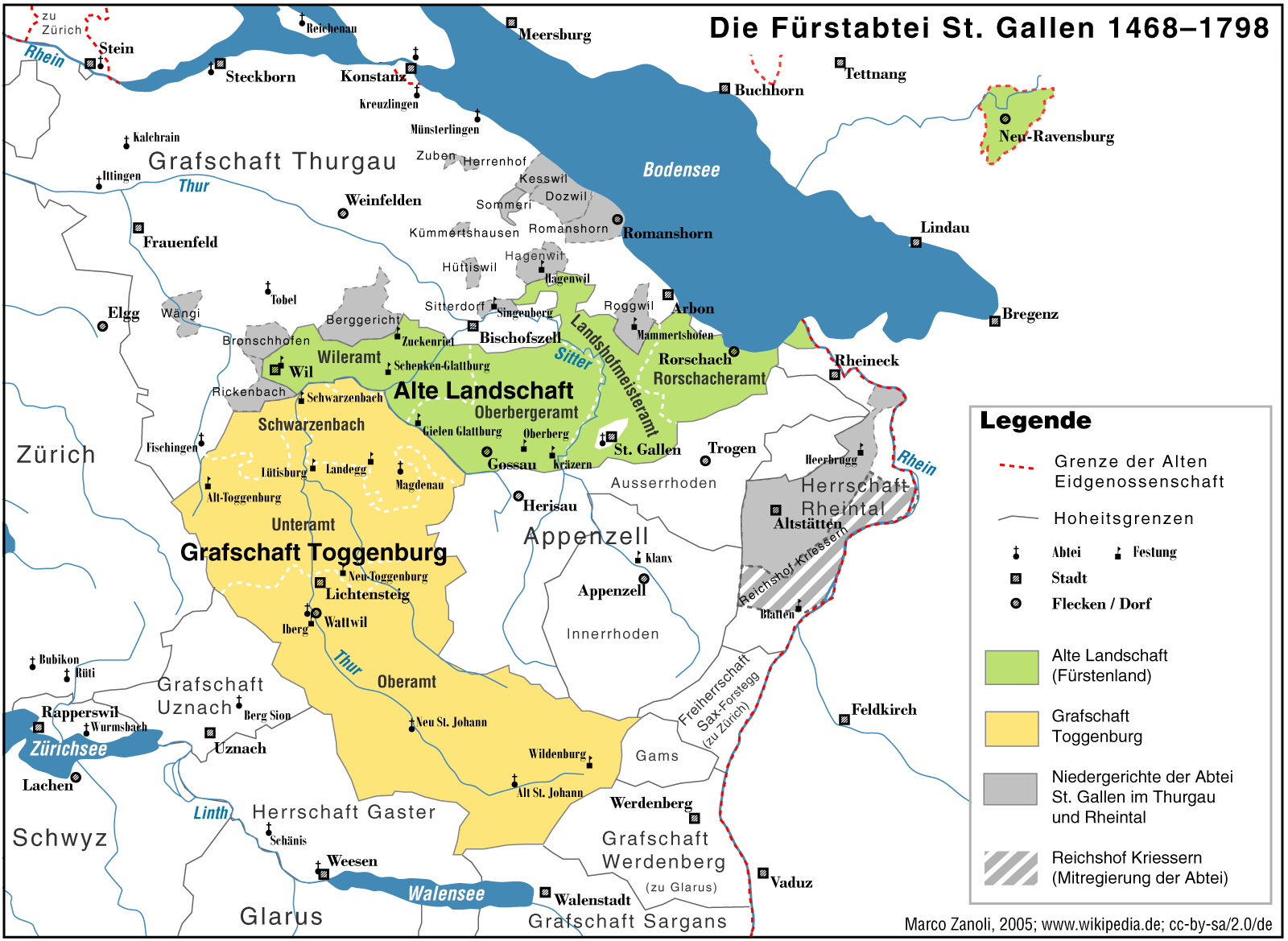
Gebieden in Zwitserland, waar de abdij tot en met de 18e eeuw wereldlijke macht over had
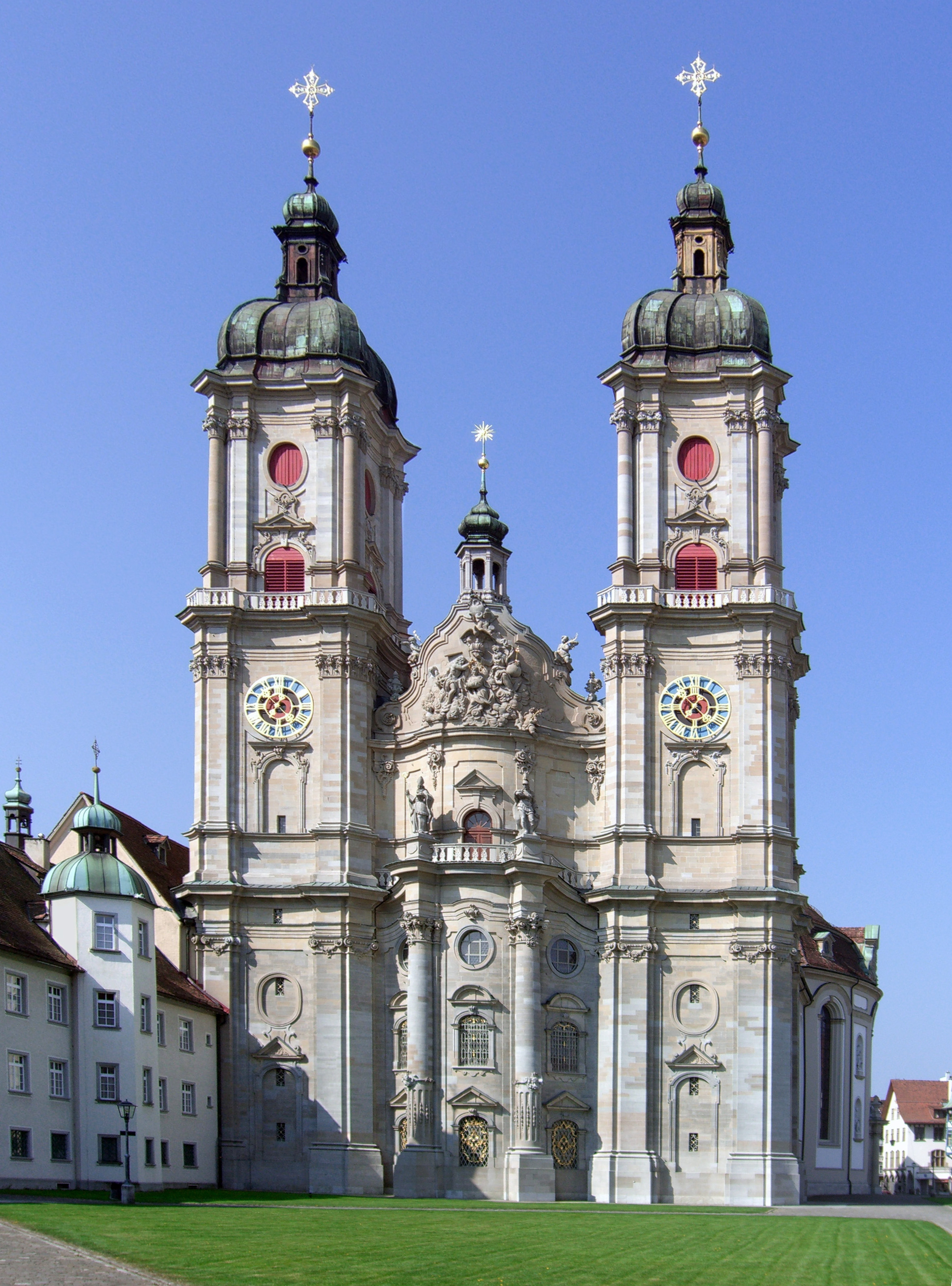
De stichtskerk van het klooster (1766)
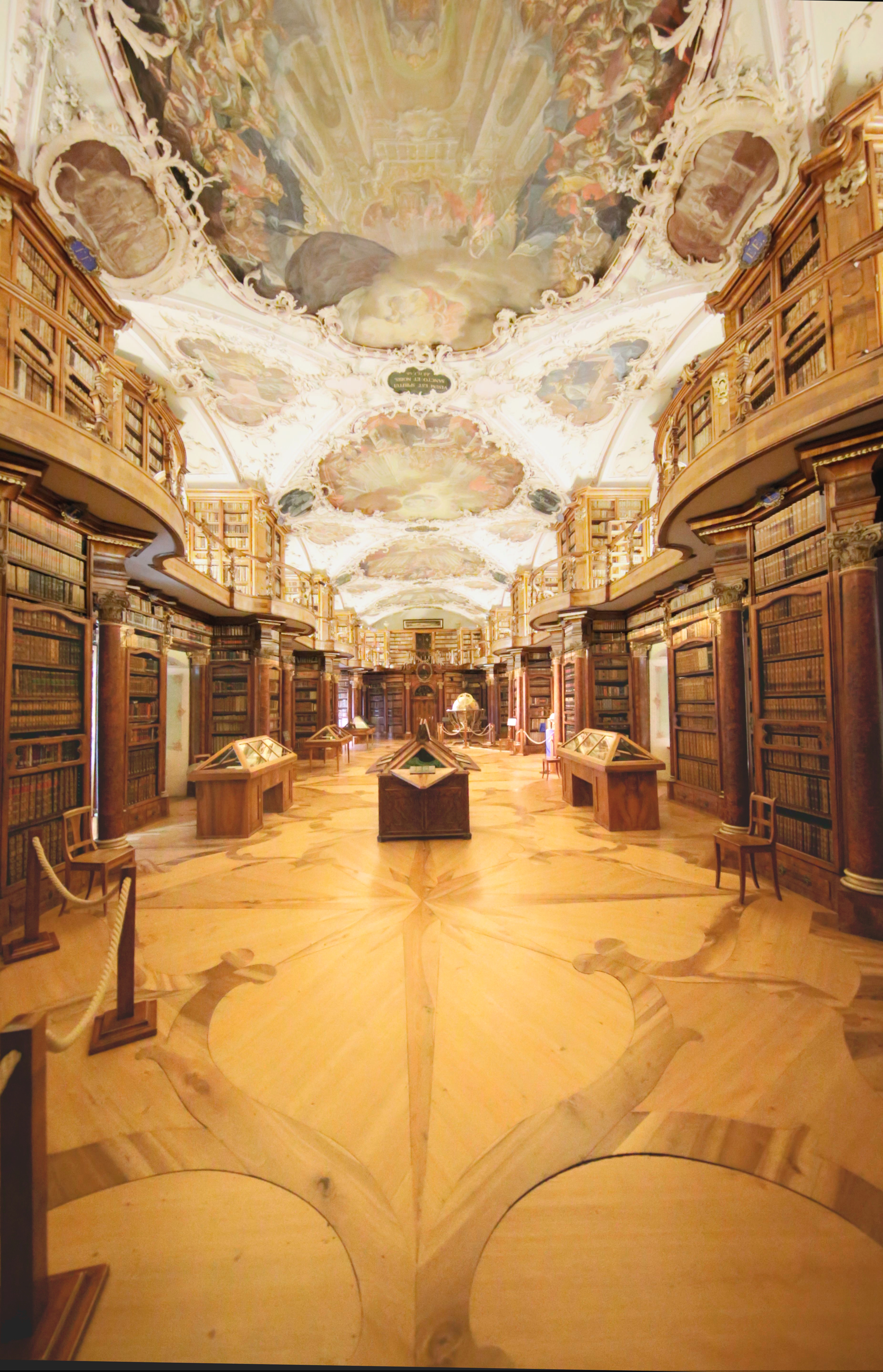
Eén der zalen van de kloosterbibliotheek

De Abdij van Sankt Gallen is een abdij in de Zwitserse stad Sankt Gallen en is een van de Zwitserse werelderfgoederen op de Werelderfgoedlijst van UNESCO. De abdij staat sinds 1983 op deze lijst.
De abdij ligt in het kanton Sankt Gallen in Oost-Zwitserland.
De benedictijner abdij van Sankt Gallen is een Karolingisch klooster. Het was vanaf de 8e eeuw tot aan de secularisatie in 1805 een van de belangrijkste kloosters in Europa. Zijn bibliotheek is een van de grootste en oudste van de wereld en bevat onschatbare manuscripten zoals de oudste architectonische tekening op perkament uit 820. Van 1755 tot 1768 is het klooster herbouwd in barokke stijl.
De kathedraal en de bibliotheek zijn dé exponenten van dit complex, die activiteiten uit de 12e eeuw weerspiegelen.
In 612 stichtte de Ierse monnik Gallus een christelijke cel aan de rivier de Steinach. Gallus is de naamgever van de abdij, de stad Sankt Gallen en het kanton Sankt Gallen. De stichter van het klooster 719 was Othmar, die werd aangezet door Karel Martel. Op een tekening van 820, het kloosterplan van Sankt Gallen, zijn de bibliotheek en de kloostertuin te zien. De tekening is geïdealiseerd. Lang werd dit beschouwd als het officiële model van een Karolingisch klooster. De kruidentuin op de tekening inspireerde velen voor de eigen tuin. In de 20e eeuw zijn er naar voorbeeld van het kloosterplan bij kerken kruidentuinen aangelegd. Het klooster was direct een centrum waar christelijke en wetenschappelijke teksten van een hoog gehalte ontstonden.

## Historische rijksabdij
Het grondbezit van het klooster breidde voortdurend uit door schenkingen. De abten bezaten de wereldlijke macht over een aanzienlijk deel van oostelijk Zwitserland. Ook de heerlijkheid Neuravensburg in het huidige Baden-Württemberg behoorde tot het wereldlijk gebied. In 1468 werd het graafschap Toggenburg gekocht van de vrijheren van Raron. Dit vormde een aaneengesloten geheel met de oude landerijen van de rijksabdij. Het klooster kreeg door zijn wereldlijk gebied telkens weer te maken met machtsstrijd, onder andere met de Habsburgers. De neergang van de kloostervoogdij werd duidelijk toen het kanton Appenzell zich vrij vocht van de heerschappij van het klooster. Tijdens de Reformatie in 1527 werd de abt afgezet en de macht van het klooster over het gebied afgenomen. Na de nederlaag van de reformatoren in 1531 werd het klooster weer hersteld. Geleidelijk kregen de heersende abten weer meer macht en zorgden voor een algehele terugkeer naar het rooms-katholieke geloof. Na de Franse Revolutie in 1798 en de Helvetische Republiek was het in 1805 in Sankt Gallen definitief voorbij met de uitoefening van wereldlijke macht door de Rooms-Katholieke Kerk.
Paragraaf 11 van de Reichsdeputationshauptschluss van 25 februari 1803 kende de heerlijkheid Neuravensburg toe aan de vorst van Dietrichstein voor het verlies van de heerlijkheid Tarasp in Graubünden.

## Werelderfgoed
De volgende argumenten voor opname op de werelderfgoedlijst gelden voor de abdij van Sankt Gallen:
- criterium II: grote invloed gedurende langere tijd op een cultureel gebied wat betreft architectuur, monumentale kunst en stads- of landschapsbeïnvloeding
- criterium IV: een bijzonder voorbeeld van een gebouw dat voor een belangrijke periode in de geschiedenis staat

Abdij van Sankt Gallen · Benedictijner abdij Sankt Johann in Müstair · Kastelen van Bellinzona · Oude binnenstad van Bern · Zwitserse Alpen Jungfrau-Aletsch · Monte San Giorgio · Lavaux, wijngaardterrassen · Tektonische landschap van Sardona · Rhätische Bahn in het Albula / Bernina landschap · La Chaux-de-Fonds / Le Locle, stadsplanning van horlogemakersstadjes · Prehistorische paalwoningen in de Alpen · Architecturaal werk van Le Corbusier · Oude en voorhistorische beukenbossen van de Karpaten en andere regio's van Europa
- Bibliothèque nationale de France: cb119477934 (data)
- Catàleg d'autoritats de noms i títols de Catalunya: 981058518554906706
- Gemeinsame Normdatei: 4131449-9
- Historisch woordenboek van Zwitserland: 008394
- International Standard Name Identifier: 0000 0001 2110 3496
- Library of Congress Control Number: n80144986
- Nationale Bibliotheek van Letland: 000176767
- Nationale Bibliotheek van Tsjechië: kn20050510064
- Nationale Bibliotheek van Israël: 987007263955905171
- Système universitaire de documentation: 027436055
- Virtual International Authority File: 266765811